# 마르쿠스 닐손
마르쿠스 오케 옌스에리크 닐손(스웨덴어: Marcus Åke Jens-Erik Nilsson, 1988년 2월 26일 ~ )은 스웨덴의 전 축구 선수로서 현역 시절 포지션은 수비수였다.